# Pěnička a Paraplíčko
Pěnička a Paraplíčko je československý detektivní film z roku 1970, který navazuje na televizní seriál Československé televize Hříšní lidé města pražského z roku 1968. Jedná se o první z cyklu čtyř celovečerních filmů Partie krásného dragouna (1970), Vražda v hotelu Excelsior (1971) a Smrt černého krále (1972) režiséra Jiřího Sequense.

## Děj
Mord parta rady Vacátka řeší nejen vraždu známého pražského kasaře Toufara, ale i milostný příběh zloděje-kasaře Pěničky (Radoslav Brzobohatý) a prostitutky Ančy Kulaté zvané „Paraplíčko“ (Jiřina Bohdalová), odkud pak pochází i sám název tohoto snímku.

## Obsazení
| Jaroslav Marvan      | policejní rada Karel Vacátko                 |
| Josef Vinklář        | vrchní inspektor Josef Bouše                 |
| Josef Bláha          | inspektor Josef Brůžek                       |
| Jiřina Bohdalová     | prostitutka Anča Kulatá zvaná Paraplíčko     |
| Radoslav Brzobohatý  | bývalý kasař Josef Pěnička                   |
| Bohumil Šmída        | kasař Mlíko (mluví Jaroslav Moučka)          |
| Martin Růžek         | majitel domu Petr Holeček                    |
| Bohuslav Čáp         | nuselský komisař                             |
| Ota Sklenčka         | soudní lékař MUDr. Vejvoda                   |
| Jaroslav Raušer      | policejní prezident                          |
| Stanislav Fišer      | tenorista Sláva Podrazil                     |
| Jiřina Štěpničková   | masérka Marie Drahomajzlová, Pěničkova bytná |
| Miroslav Homola      | vrchní Chládek                               |
| Mirko Musil          | nadstrážník Křídlo                           |
| Robert Vrchota       | parťák uhlířů Jarda                          |
| Václav Kaňkovský     | strážník                                     |
| Bohumil Koška        | strážník                                     |
| Zdeněk Braunschläger | strážník                                     |
| Jiří Smutný          | strážník Hrůza                               |
| Josef Zíma           | zpěvák v Jedové chýši                        |
| Viktor Očásek        | muž s novinami v kavárně                     |
| Jaroslav Tomsa       | tanečník v Jedové chýši                      |
| Ivo Niederle         | novinář                                      |
| Hana Talpová         | tanečnice                                    |

## Tvůrci a štáb
- Režie: Jiří Sequens
- Předloha: Jiří Marek (stejnojmenná povídka ze sbírky Panoptikum hříšných lidí)
- Scénář: Jiří Marek, Jiří Sequens
- Technický scénář: Jiří Sequens
- Kamera: Miloslav Harvan
- Vedoucí výroby: Josef Císař
- Hudba: Zdeněk Liška
- Nahrál: Filmový symfonický orchestr (řídil František Belfín)
- Architekt: Karel Černý
- Návrhy kostýmů: Vladimír Synek
- Zvuk: Adolf Nacházel
- Střih: Jan Chaloupek
- Zpěv: Josef Zíma, píseň  Hříšní, hříšní, hříšní, hříšníci…
- Text písně: Vladimír Sís

## Produkční a technické údaje
- Začátek natáčení: 17. březen 1970
- Konec natáčení: 17. červenec 1970
- Premiéra: 9. duben 1971
- Výrobce: Filmové studio Barrandov
- Copyright: 1970
- Barva: barevný
- Jazyk: čeština
- Zvuk: mono
- Délka: cca 92 minut

## Zajímavosti
- Od své premiéry v dubnu 1971 až do 31.12.1987 vidělo film v českých kinech v rámci 5 683 představení celkem 565 378 diváků.[1]